# Tàu đổ bộ LK
Tàu đổ bộ LK (tiếng Nga: ЛК, from tiếng Nga: Лунный корабль, đã Latinh hoá: Lunniy korabyl, n.đ. 'lunar craft'; GRAU index: 11F94) là một tàu đổ bộ có người lái được thiết kế cho việc đổ bộ lên Mặt trăng. Nó có chức năng giống như module đổ bộ Mặt trăng (LM) của tàu vũ trụ Apollo. Có ba module LK, thuộc biến thể T2K tự hành, đã được thử nghiệm đưa lên quỹ đạo Trái đất, tuy nhiên chưa có một tàu đổ bộ nào hạ cánh thực sự trên Mặt trăng. Sự thất bại trong phát triển tên lửa đẩy N1 trong đó có bốn lần phóng thử nghiệm không thành công, và việc người Mỹ đã đưa phi hành gia hạ cánh lên Mặt trăng trước, đã khiến chương trình tên lửa đẩy N1 và chương trình tàu đổ bộ LK bị hủy bỏ.

## N1-L3
Sergei Korolev, Tổng công trình sư thiết kế động cơ và tàu vũ trụ của Liên Xô thập kỷ 50, 60, đã có kế hoạch bay lên Mặt trăng bằng quỹ đạo điểm hẹn Mặt trăng giống như chương trình Apollo của Mỹ. Module thám hiểm Mặt trăng L3 được thiết kế bao gồm tàu chỉ huy Soyuz 7K-L3 (một phiên bản của tàu vũ trụ Soyuz) và tàu đổ bộ LK. Module L3 cùng với hai phi hành gia sẽ được tên lửa đẩy N1 đưa lên quỹ đạo Trái đất, sau đó module Mặt trăng L3 sẽ sử dụng động cơ của riêng mình (Blok G và Blok D) để bay tới Mặt trăng.

### Quỹ đạo Mặt trăng
Động cơ của Blok D đảm nhiệm vai trò hãm module Mặt trăng L3 khi đi vào quỹ đạo Mặt trăng. Sau đó, một phi hành gia sẽ đi bộ ngoài không gian để đi từ tàu chỉ huy LOK sang tàu đổ bộ LK (Lunniy Korabl). Anh ta sau đó sẽ tiến hành tách Blok D cùng với tàu đổ bộ LK khỏi tàu chỉ huy LOK rồi hạ xuống Mặt trăng bằng cách sử dụng động cơ của Blok D. Nhờ động cơ hãm của Blok D giảm bớt tốc độ, tàu đổ bộ sẽ đi theo quỹ đạo hạ cánh xuống bề mặt Mặt trăng. Khi đến gần điểm hạ cánh, phi hành gia trên tàu đổ bộ LK sẽ tiến hành tách Block D khỏi tàu LK, và sử dụng động cơ của Blok E để hạ cánh xuống bề mặt Mặt trăng.

### Hạ cánh lên Mặt trăng
Trước đó Liên Xô đã đưa xe đổ bộ tự hành Lunokhod hạ cánh lên Mặt trăng trong chương trình Luna. Lunokhod có vai trò thăm dò, tìm kiếm vị trí đổ bộ và dẫn hướng cho tàu LK. Sau đó, một tàu LK dự phòng sẽ được phóng đến khu vực hạ cánh trước. Bước thứ ba sẽ là tiến hành hạ cánh tàu đổ bộ LK với một phi hành gia lên bề mặt Mặt trăng.
Mặc dù các chi tiết cụ thể về các hoạt động sẽ tiến hành khi ở trên bề mặt Mặt Trăng không được công bố nhưng do khả năng mang tải trọng hạn chế của tên lửa N-1 so với tải trọng của tên lửa đẩy Saturn V (Tàu đổ bộ LK sẽ có khối lượng và kích thước bé hơn tàu đổ bộ Apollo rất nhiều) đồng nghĩa với các phi hành gia Liên Xô sẽ không thể thực hiện sứ mệnh trong một thời gian dài.

### Trở lại Trái đất
Sau khi dành thời gian 1 ngày trên bề mặt Mặt trăng, nhà du hành vũ trụ sẽ lên tàu LK và quay trở lại quỹ đạo Mặt trăng, sử dụng cơ cấu càng đáp của tàu làm bệ phóng. Để tiết kiệm trọng lượng, động cơ Blok E sử dụng cho việc hạ cánh xuống bề mặt Mặt trăng cũng được sử dụng làm động cơ cất cánh. Tàu LK khi quay trở lại quỹ đạo Mặt trăng sẽ tiến hành ghép nối với tàu chỉ huy LOK nhờ hệ thống ghép nối Soyuz Kontakt. Phi hành gia trong tàu LK sẽ một lần nữa bước ra ngoài không gian để vào lại tàu LOK, anh ta cũng sẽ mang theo mẫu đất đá Mặt trăng, và tàu LK sau đó sẽ bị tách bỏ. Sau đó, tàu LOK sử dụng động cơ của mình quay trở về Trái đất. Cổng ghép nối của LK là một mạng lưới gồm 96 lỗ hình lục giác được sắp xếp trong một lưới cùng kích cỡ, mỗi lỗ là một cổng ghép nối tiềm năng cho đầu dò của LOK có thể lắp vào mà không cần căn chỉnh chính xác giữa hai tàu. Chỉ có thể tiến hành ghép nối và tách ghép nối một lần duy nhất.

## Thử nghiệm
Tàu đổ bộ LK (phiên bản T2K-không có càng đáp) đã được thử nghiệm trong quỹ đạo Trái đất trong ba nhiệm vụ là Kosmos 379, Kosmos 398 và Kosmos 434. Lần thử nghiệm đầu tiên diễn ra vào ngày 24 tháng 11 năm 1970, lần thứ hai vào ngày 26 tháng 2 năm 1971 và lần thứ ba vào ngày 12 tháng 8 năm 1971. Cả 3 tàu LK đều được đưa lên quỹ đạo bằng tên lửa đẩy Soyuz-L. Tất cả các lần thử nghiệm diễn ra đều thành công, và tàu đổ bộ LK đã sẵn sàng cho sứ mệnh bay có người lái.

## Hủy bỏ
Chương trình Apollo thành công, đã giúp người Mỹ lần đầu tiên đặt chân lên Mặt trăng vào năm 1969 và chiến thắng trong cuộc đua lên Mặt trăng. Chương trình phát triển tên lửa đẩy N1 không thành công, với bốn lần phóng tên lửa với mô hình tàu LK đều thất bại, mặc cho các kỹ sư đã cố gắng tiến hành sửa lỗi và cải tiến tên lửa sau mỗi lần phóng thất bại. Lần phóng thứ hai vào ngày 3 tháng 7 năm 1969, chỉ 13 ngày trước khi người Mỹ phóng tàu Apollo 11, là một thảm họa, phá hủy cả tên lửa và tổ hợp bệ phóng. Sau đó, module mặt trăng L3 hoàn chỉnh với tàu LK thật cùng với tàu chỉ huy Soyuz 7K-LOK đã được chuẩn bị để phóng lên vũ trụ trong lần phóng tên lửa N1 lần thứ 5, diễn ra vào tháng 8 năm 1974, nhưng Liên Xô đã hủy bỏ chương trình tên lửa đẩy N1 cùng với tổ hợp L3 vào tháng 5 năm 1974. Thay vào đó, Liên Xô quyết định tập trung vào việc phát triển trạm vũ trụ, và đạt được những thành tựu đầu tiên.
Vào năm 2017, có một tuyên bố ẩn danh rằng Trung Quốc đã nhờ Ukraine chế tạo mô-đun động cơ đẩy của tàu đổ bộ LK, sử dụng công nghệ máy tính mới thay thế cho các thiết bị điện tử lỗi thời trong hệ thống điều khiển bay của mô-đun. Theo thỏa thuận, Ukraine sẽ chuyển cho Trung Quốc bộ tài liệu thiết kế mới của mô-đun động cơ đẩy, nhưng bản thân phần cứng sẽ vẫn thuộc quyền kiểm soát của Ukraine.

## Trưng bày

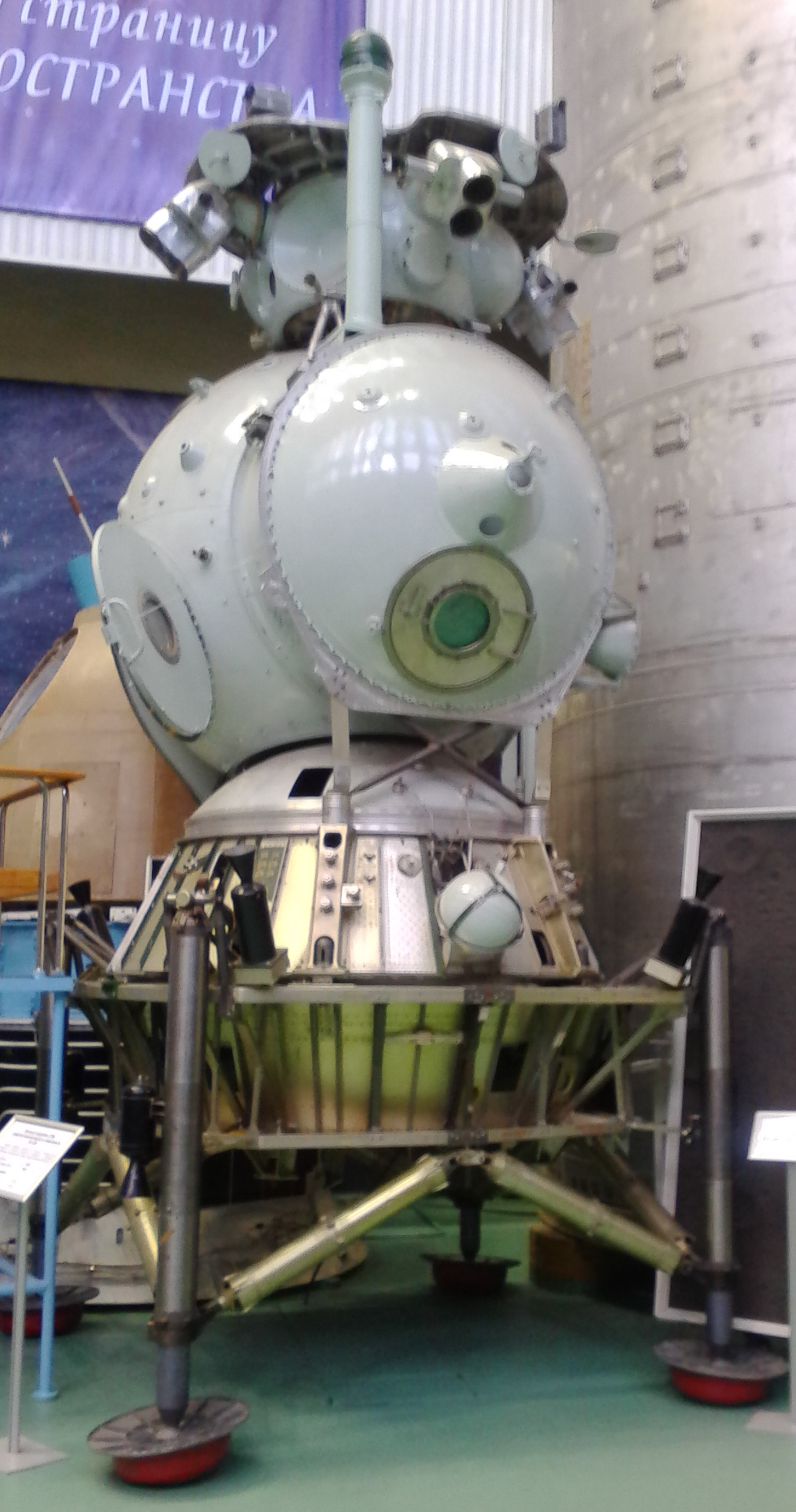
Tàu đổ bộ LK đang được trưng bày tại trụ sở RKK Energia.

Có 5 tàu đổ bộ LK ở mức độ hoàn thiện khác nhau đang được trưng bày tại
- Đại học hàng không Moskva (từng được trưng bày tại Disneyland Paris).
- Cơ sở Giáo dục và Nghiên cứu Orevo của Đại học Kỹ thuật Quốc gia Moskva Bauman tại Dmitrov.
- Nhà máy RKK Energia tại Korolev.
- Căn cứ không quân Tambov.
- Học viện quân sự-vũ trụ A.F. Mozhaysky tại St Petersburg.